# Kimi no tame ni dekiru koto
A Kimi no tame ni dekiru koto (君のためにできること) Gackt japán énekes kislemeze, mely 2001. március 14-én jelent meg a Nippon Crown kiadónál. Hatodik helyezett volt az Oricon heti slágerlistáján és 18 hétig szerepelt rajta. Ez Gackt ötödik legsikeresebb kislemeze, 146 770 eladott példánnyal. A dal akusztikus verziója 2004-ben újra megjelent a The Seventh Night: Unplugged című lemezen.

## Számlista
| #  | Cím                                                | Hossz |
| -- | -------------------------------------------------- | ----- |
| 1. | Kimi no tame ni dekiru koto (君のためにできること) | 4:19  |
| 2. | Cube                                               | 5:14  |
| 3. | Kimi no tame ni dekiru koto (Instrumental)         | 4:10  |